# Veit
Veit ist im deutschen Sprachraum als männlicher Vorname oder Familienname gebräuchlich. Es handelt sich um die Eindeutschung des lateinischen Vitus.

## Herkunft und Bedeutung des Namens
Der Name verbreitete sich stark im Mittelalter zum Gedenken an den Heiligen Vitus, der als frommer Mann im 3. und 4. Jahrhundert lebte und als Märtyrer starb. Die Namensherkunft ist unsicher, möglicherweise aber abgeleitet aus dem Thrakischen von bitus, was „aus Bithynien“ bedeutet. Auch wird vertreten, dass der Name sich vom althochdeutschen vidu beziehungsweise vitu (= „Holz“, „Wald“) ableitet oder dass er auf den mittellateinischen Namen Vitus mit der möglichen Bedeutung „willig“ zurückgeht. Wegen der Verehrung des heiligen St. Veit war der Name schon im Mittelalter weit verbreitet.
Vitus ist einer der Vierzehn Nothelfer.

## Namenstag (katholisch)
Namenstag ist der 15. Juni – Gedenktag des Heiligen Vitus (Sankt-Veits-Tag).

## Namensträger

### Vorname

#### Veit
- Veit († um 304), Märtyrer
- Veit von Fraunberg († 1567), Bischof von Regensburg
- Veit II. von Würtzburg († 1577), von 1561 bis 1577 Fürstbischof des Hochstiftes Bamberg

- Veit Bach (≈1550–1619), Vorfahre von Johann Sebastian Bach
- Veit Dengler (* 1968), österreichischer Manager und Politiker (NEOS)
- Veit Harlan (1899–1964), deutscher Schauspieler und Regisseur
- Veit Heinichen (* 1957), deutscher Schriftsteller
- Veit Helmer (* 1968), deutscher Filmregisseur und Filmproduzent
- Veit Höser (1577–1634), Benediktiner, Abt des Klosters Oberalteich
- Veit Krenn (* 1960), deutscher Pathologe und Bildhauer
- Veit Lindau (* 1969), deutscher Autor
- Veit Mette (* 1961), deutscher Fotograf und Fotojournalist
- Veit Oswald (* 2004), deutscher Eishockeyspieler
- Veit zu Pappenheim (1535–1600), kaiserlicher Reichserbmarschall
- Veit Relin (1926–2013), österreichischer Schauspieler, Drehbuchautor und Regisseur
- Veit Schalle (* 1942), österreichischer Manager und Politiker
- Veit Scherzer (* 1959), deutscher Ordenskundler, Autor, Herausgeber und Verleger
- Veit Schiffmann (* 1958), österreichischer bildender Künstler
- Veit Schubert (* 1960), deutscher Schauspieler, Regisseur und Dozent für Schauspiel
- Veit F. Stauffer (1959–2024), Schweizer Musikvermittler
- Veit Steinmann (* 1988), deutscher Jazzmusiker
- Veit Stolzenberger (* 1965), deutscher Oboist
- Veit Stoß (1447–1533), deutscher Bildhauer und -schnitzer der Spätgotik
- Veit Stübner (* 1954), deutscher Schauspieler
- Veit I. Truchseß von Pommersfelden († 1503), von 1501 bis 1503 Fürstbischof des Hochstiftes Bamberg
- Veit Valentin (1842–1900), deutscher Kunsttheoretiker und Pädagoge
- Veit Valentin (1885–1947), deutscher Historiker und Hochschullehrer
- Veit Vendt († 1503), deutscher Zisterzienserabt

#### Veith
- Veith Ehrenstamm (um 1763–1827), österreichischer Industrieller
- Veith von Fürstenberg (* 1947), deutscher Filmproduzent, Drehbuchautor und Regisseur
- Veith Steinböck (1656–1713), österreichischer Steinmetz und Bildhauer

#### Vito
- Vito Acconci (1940–2017), US-amerikanischer Performancekünstler und Architekt
- Vito Antuofermo (* 1953), italienischer Boxer
- Vito Avantario (* 1965), deutscher Journalist und Autor
- Vito Bruschini (* 1943), italienischer Regisseur, Drehbuchautor und Journalist
- Vito Cramarossa (* 1966), ehemaliger kanadischer Eishockeyspieler
- Vito Crimi (* 1972), italienischer Politiker
- Vito D’Ancona (1825–1884), italienischer Maler
- Vito De Grisantis (1941–2010), römisch-katholischer Bischof von Ugento-Santa Maria di Leuca
- Vito Dell’Aquila (* 2000), italienischer Taekwondoin
- Vito Di Tano (1954–2025), italienischer Radrennfahrer und Weltmeister im Radsport
- Vito Dumas (1900–1965), argentinischer Einhandsegler und Schriftsteller
- Vito von Eichborn (1943–2023), deutscher Verleger
- Vito Fossella (* 1965), US-amerikanischer Politiker
- Vito Frazzi (1888–1975), italienischer Komponist und Musikpädagoge
- Vito Fumagalli (1938–1997), italienischer Mittelalterhistoriker und Politiker
- Vito Rocco Giustiniani (1916–1998), italienischer Romanist
- Vito LoGrasso (* 1969), US-amerikanischer Wrestler
- Vito Marcantonio (1902–1954), US-amerikanischer Politiker
- Vito Marchione (* 1971), ehemaliger luxemburgischer Fußballspieler
- Vito Napoli (1931–2004), italienischer Journalist und Politiker
- Vito Noto (* 1955), italienischer Designer
- Vito Pandolfi (1917–1974), italienischer Theaterkritiker und Filmregisseur
- Vito Paulekas (1913–1992), US-amerikanischer Künstler
- Vito Positano (1833–1886), italienischer Diplomat
- Vito Raeli (1880–1970), italienischer Musikwissenschaftler und Musikschriftsteller
- Vito Roberti (1911–1998), italienischer katholischer Geistlicher, Erzbischof und Diplomat
- Vito Schnabel (* 1986), US-amerikanischer Kunsthändler
- Vito Tongiani (* 1940), italienischer Bildhauer und Maler
- Vito Vendetta (* 1981), deutscher Boxer und Rapper
- Vito Wormgoor (* 1988), niederländischer Fußballspieler
- Vito Žuraj (* 1979), slowenischer Komponist

#### Vitus
- Vitus Auslasser (15. Jahrhundert), Benediktinermönch St. Sebastianskloster in Ebersberg bei München
- Vitus Bering (1681–1741), dänischer Marineoffizier und Entdecker in russischen Diensten
- Vitus Büscher (Vitus Buscher; 1602–1666), deutscher evangelischer Theologe
- Joseph Vitus Burg (1768–1833), Bischof von Mainz
- Vitus Chang (1903–1982), chinesischer Bischof
- Vitus B. Dröscher (1925–2010), deutscher Sachbuchautor
- Vitus Eicher (* 1990), deutscher Fußballspieler
- Vitus Heller (1882–1956), deutscher links-katholischer Publizist und Politiker
- Vitus Huonder (1942–2024), Schweizer Geistlicher, Bischof von Chur
- Vitus Kubicka (1915–1971), österreichischer Fußballspieler
- Vitus Lüönd (* 1984), Schweizer Skirennläufer
- Vitus Miletus (1549–1618), deutscher katholischer Theologe und Hochschullehrer
- Vitus Nagorny (* 1978), deutscher Fußballspieler
- Vitus Sauer (1934–2018), deutscher Fußballspieler
- Vitus Rubianto Solichin SX (* 1968), indonesischer Ordensgeistlicher und römisch-katholischer Bischof

### Familienname
- Aloisia Veit (1891–1940), Großcousine Adolf Hitlers und Opfer der NS-Krankenmorde
- Andrea Schmölder-Veit (* 1971), deutsche Klassische Archäologin
- August Veit (Dirigent) (August Emanuel Veit; 1850–1931), österreichischer Dirigent
- August von Veit (1861–1927), Jurist und Mitglied des Deutschen Reichstags
- Barbara Veit (Juristin) (* 1958), deutsche Juristin
- Barbara Felizitas Veit (1947–2016), deutsche Journalistin und Schriftstellerin, siehe Felicitas Mayall
- Carola Veit (* 1973), deutsche Politikerin (SPD)
- Charlotte Emilie Anna Veit (1882–1945), deutsche Buchillustratorin und Keramikerin
- Christian Veit (1935–2011), deutscher Schauspieler
- Christof Veit (* 1957), deutscher Arzt, Leiter des IQTIG
- Christoph Veit (* 1948), deutscher Generalarzt
- Daniel Veit (* 1975), deutscher Hochschullehrer
- David Veit (1771–1814), deutscher Arzt und Schriftsteller
- David Veit (Bankier) (1753–1835), deutscher Bankier
- Eberhard Veit (* 1962), deutscher Manager, Vorstandsvorsitzender der Festo AG
- Eduard Hermann Veit (1824–1901), deutscher Bankier
- Erich Veit (1896–1981), Maler und Radierer
- Ernst Veit, Pseudonym von Ernst Viktor Schellenberg (1827–1896), deutscher Professor und Hofrat
- Ernst Veit (Geistlicher) (1891–1968), deutscher evangelischer Pfarrer und Autor
- Flora Veit-Wild (* 1947), deutsche Orientalistin, Afrikanistin und Hochschullehrerin
- Friedrich Veit (1861–1948), deutscher evangelischer Theologe und Kirchenpräsident
- Friedrich Veit (Pfarrer) (1888–1961), deutscher evangelischer Pastor
- Georg Veit (General) (1863–1931), preußischer Generalmajor
- Georg Veit (Autor) (* 1956), deutscher Kulturdezernent und Schriftsteller
- Gottfried Veit (* 1943), Südtiroler Komponist, Klarinettist und Kapellmeister
- Gustav Veit (1824–1903), deutscher Gynäkologe und Geburtshelfer
- Hannelore Veit (Hannelore Veit-Fauqueux; * 1957), österreichische Fernsehmoderatorin
- Hasso Veit (1931–2022), deutscher Musiker
- Hermann Veit (1897–1973), deutscher Politiker (SPD)
- Ivo Veit (1910–1984), deutscher Rundfunkregisseur, Schauspieler und Kabarettist
- Jella Veit (* 2005), deutsche Fußballspielerin
- Johann Veit (1852–1917), deutscher Gynäkologe und Geburtshelfer
- Johannes Veit (vor der Taufe 1810 Jonas Veit; 1790–1854), deutscher Historienmaler
- Josef Veit (1850–1949), österreichischer Politiker (CSP)
- Karin H. Veit (* 1948), österreichische Theaterintendantin
- Karl Veit (Politiker) (1887–nach 1937), österreichischer Politiker (SDAP)
- Karl L. Veit (1907–2001), deutscher Kunstmaler, Verleger, Autor, Herausgeber und Ufologe
- Klaus Veit (General) (* 1955), deutscher General des Heeres der Bundeswehr
- Klaus-Rüdiger Veit (1943–2024), deutscher Wirtschaftswissenschaftler und Hochschullehrer
- Leopold Veit (1865–1928), deutscher Rechtsanwalt und Schriftsteller
- Loreen Veit (* 2002), deutsche Handballspielerin
- Lothar Veit (* 1973), deutscher Journalist, Autor und Songschreiber
- Louis Veit (1803–1860), deutscher Lithograf
- Ludwig Veit (1920–1999), deutscher Historiker und Archivdirektor
- Ludwig Andreas Veit (1879–1939), deutscher römisch-katholischer Theologe
- Marie Veit (1921–2004), deutsche evangelische Theologin
- Mario Veit (* 1973), deutscher Boxer
- Martina Veit (* vor 1969), deutsche Sängerin (Sopran)
- Michael Veit (* 1953), deutscher Fußballspieler
- Moritz Veit (1808–1864), deutscher Autor, Verleger und Politiker
- Otto Veit (Mediziner) (1884–1972), deutscher Anatom
- Otto Veit (Wirtschaftswissenschaftler) (1898–1984), deutscher Nationalökonom
- Otto Siegfried Veit (1822–1883), deutscher Mediziner
- Peter Veit (1883–1968), deutsch-thailändischer Komponist, siehe Phra Chenduriyang
- Peter Veit (Maler) (* 1942), deutscher Maler und Bildhauer
- Peter Veit (Synchronsprecher) (* 1963), deutscher Synchron- und Rundfunksprecher
- Philipp Veit (1793–1877), deutscher Maler
- Raimund Veit (1785–1857), deutscher Agrarwissenschaftler
- Reinhardt Veit, Gründer der Veit GmbH (Maschinenbau Finish- und Bügeltechnik), Landsberg/Lech
- Rüdiger Veit (1949–2020), deutscher Politiker (SPD)
- Rudolf Veit (1892–1979), deutscher Maler
- Sabina Veit (* 1985), slowenische Sprinterin
- Salomon Veit (1751–1827), deutscher Bankier
- Silvana Veit (* 1989), österreichische Schauspielerin
- Simon Veit (1754–1819), Berliner Kaufmann und Bankier
- Sixten Veit (* 1970), deutscher Fußballspieler
- Sylvia Veit (* 1977), deutsche Verwaltungswissenschaftlerin
- Ulrich Veit (* 1960), deutscher Prähistoriker
- Verena Veit (* 2002), deutsche Skilangläuferin
- Veronika Veit (Mongolistin) (* 1944), deutsche Mongolistin und Hochschullehrerin
- Veronika Veit (Künstlerin) (* 1968), deutsche Künstlerin
- Walter Veit (Wirtschaftsingenieur) (1929–2016), österreichischer Wirtschaftsingenieur und Hochschulrektor
- Walter Veit-Dirscherl (* 1936), deutscher Maler, Grafiker und Bildhauer
- Wenzel Heinrich Veit (1806–1864), tschechischer Komponist
- Willi Veit (1904–1980), deutscher Bildhauer
- Willibald Veit (* 1944), deutscher Kunsthistoriker
- Winfried Veit (* 1946), deutscher Politikwissenschaftler

### Künstlername
- Veit (Liedermacher) (* 1975), Liedermacher

## Varianten
- Veith
- Veidt
- Vid (slowenisch, BKS)[2][3]
- Vito (italienisch)[4][5]